# Ми — родина

Колишній логотип.

Ми — родина (словац. Sme Rodina), колишня Партія громадян Словаччини — права політична партія в Словаччині, керована Борисом Колларом, відомий своїм популізмом та опозицією імміграції.

## Історія
На парламентськіх виборах 2012 року Партія громадян Словаччини (голова Петер Марчек) завоювала 0,15 %. Перед парламентськими виборами 2016 року Марчек запропонував свою партію Борису Коллару після того, як той не досяг успіху з рухом «Наш край». Словацька громадянська партія була перейменована на «Ми родина — Борис Коллар». Таким чином, Коллар уникнув збору підписів. Сам Коллар був у списку першим, потім — Мілан Крайняк, Мартіна Шимковичова, Петер Марчек, Петра Криштурфкова, Петер Пчолінски, Растіслав Голубек, Петер Штархонь, Людовит Гога, та ін.